# دیوید وودارد
دیوید جیمز وودارد (انگلیسی: David James Woodard, ؛ زادهٔ ۶ آوریل ۱۹۶۴) یک نویسنده و رهبر ارکستر اهل ایالات متحده آمریکا است. او در دهه ۱۹۹۰ واژه «پریکوییم» prequiem، یک تکواژ چندوجهی پیشگیرانه و مرثیه، را ابداع کرد تا تمرین آهنگسازی اختصاصی موسیقی بودایی خود را که در طول یا کمی قبل از مرگ خود موضوع ارائه شده را توصیف کند.

## کتابشناسی
- Kracht, C., & D. Woodard, Five Years (Hannover: Wehrhahn Verlag, 2011)
- Tenaglia, F., Momus—A Walking Interview (Milano: Noch Publishing, 2015)
- Allen, B., Pelican (London: Reaktion Books, 2019)
- Chandarlapaty, R., Seeing the Beat Generation (Jefferson, NC: McFarland, 2019)
- Deaglio, E., Cose che voi umani (Venice: Marsilio Editori, 2021)